# Dino Morea
Dino Morea (Bangalore, 9 dicembre 1975) è un attore e modello indiano.
Di padre italiano e madre indiana, è stato notato per la prima volta dalla cinematografia di Bollywood grazie al lavoro da modello che svolgeva.
Nonostante il suo debutto non sia stato un grande successo, in seguito ha avuto ruoli importanti, soprattutto nei film Kandukondain Kandukondain e Raaz.
Fa una comparsata speciale in Om Shanti Om.
È stato fidanzato con l'attrice Bipasha Basu.

## Filmografia
- Pyaar Mein Kabhi Kabhi (1999) ... Sid
- Kandukondain Kandukondain (2000)...Vinod
- Raaz (2002) ... Aditya Dhanraj
- Gunaah (2002) ... Aditya
- Baaz: A Bird in Danger (2003) ... Raj Singh
- Sssshhh... (2003) ... Rocky
- Ishq Hai Tumse (2004) ... Arjun
- Plan (2004) ... Bobby
- Insaaf: The Justice (2004) ... Ufficiale Abhimanyu Singh
- Rakht: What If You Can See the Future (2004) ... Sunny
- Chehraa (2005) ... Akash
- Aksar (2006) ... Rajveer
- Julie (2006) ...Shashi
- Fight Club - Members Only (2006) ... Karan
- Tom Dick And Harry (2006) ... Tom
- Aap Ki Khatir (2006) ... Danny
- Life Mein Kabhie Kabhiee (2007) ... Rajeev Arora
- Om Shanti Om (2007) ... Comparsa speciale nella canzone Deewangi Deewangi
- Dus Kahaniyaan (2007) ... Dino
- Meeting Se Meeting Tak (2008) ... Rahul
- Anamika (2008) ... Vikram Singh Sisodiya